# ラウリツ・トゥクセン

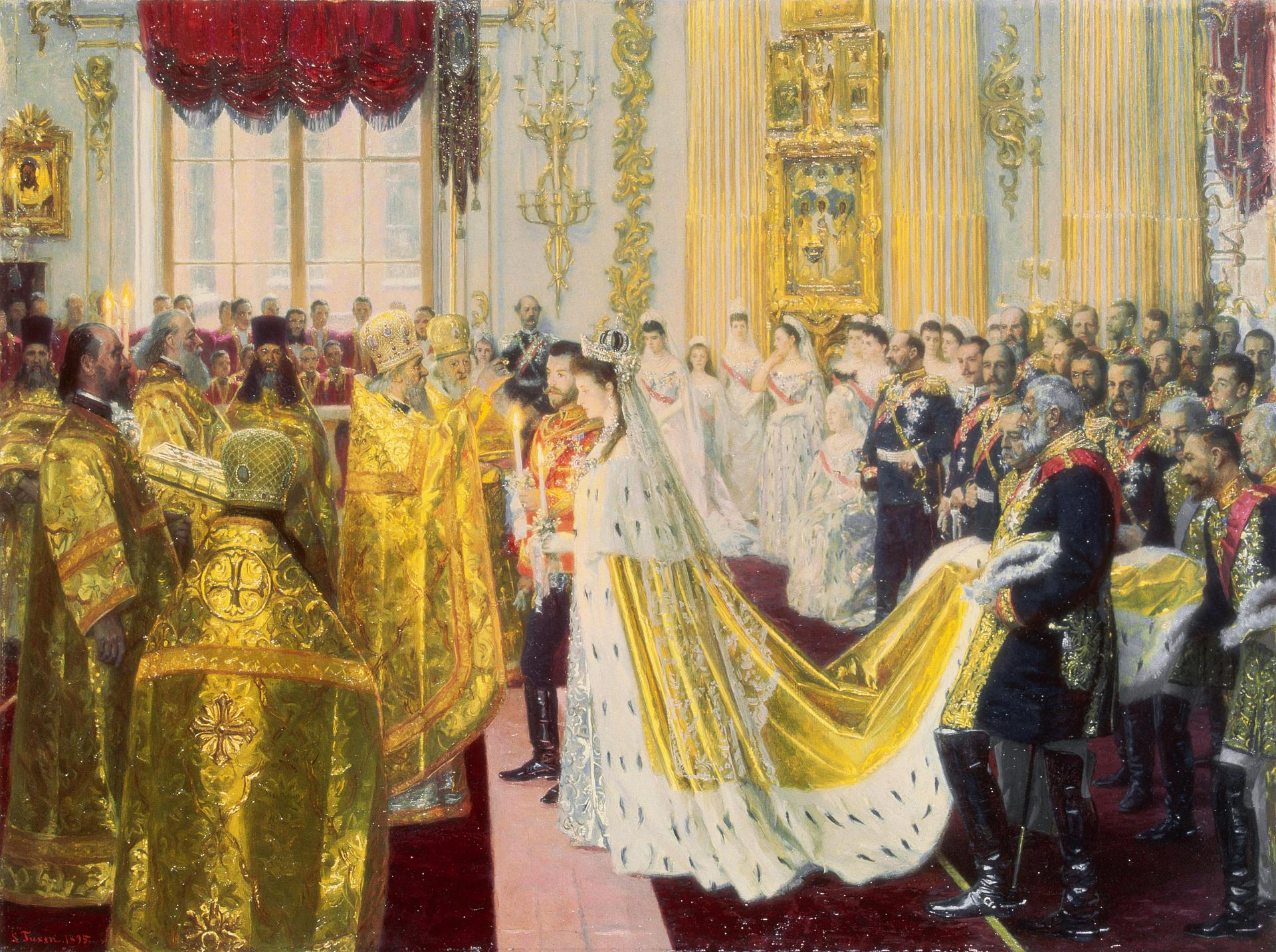
トゥクセン作「ニコライ2世の結婚式」 (1894)

ラウリツ・トゥクセン（Laurits Regner Tuxen、1853年12月9日 - 1927年11月21日）はデンマークの画家、彫刻家。スケーエン美術館の創設に貢献した一人である。

## 略歴
コペンハーゲンで海軍士官の息子に生まれた。海洋画家になることを希望し、15歳からデンマーク王立美術院(Kongelige Danske Kunstakademi)で、ホルガー・ドラクマン(Holger Drachmann)やヴィルヘルム・キューン(Vilhelm Kyhn)の風景画や海洋画の指導を1872年まで受けた。才能を認められて、肖像画家となることを勧められ、1875年からロンドン、ブルターニュ、パリで修行した。フランスの肖像画家レオン・ボナに学んだ。
1875年にシャルロッテンボー宮殿で開かれた春の展覧会に作品を出展したのをはじめ、1878年から1913年まで、パリの芸術アカデミーの公式展覧会サロン・ド・パリに定期的に作品を出品した。
各地を旅する生活を送り、1879年から1880年はフィレンツェとローマ、1886年から1887年はドイツとイギリス、1889年はエジプト、1891年からパレスチナ、1896年にはサンクトペテルスブルク、モスクワ、1902年にスペイン、1913年からギリシャなどを訪れアメリカ合衆国やアイスランド、グリーンランドも訪れた。

才能はヨーロッパ各国の王室にも認められ、王室の依頼でデンマーク王クリスチャン9世とその家族を描いた7m×5mの大作や、イギリスに招かれて、ヴィクトリア女王や皇太子エドワードの家族の肖像画を描いた。ロシアではニコライ2世の結婚式の様子を描いた。

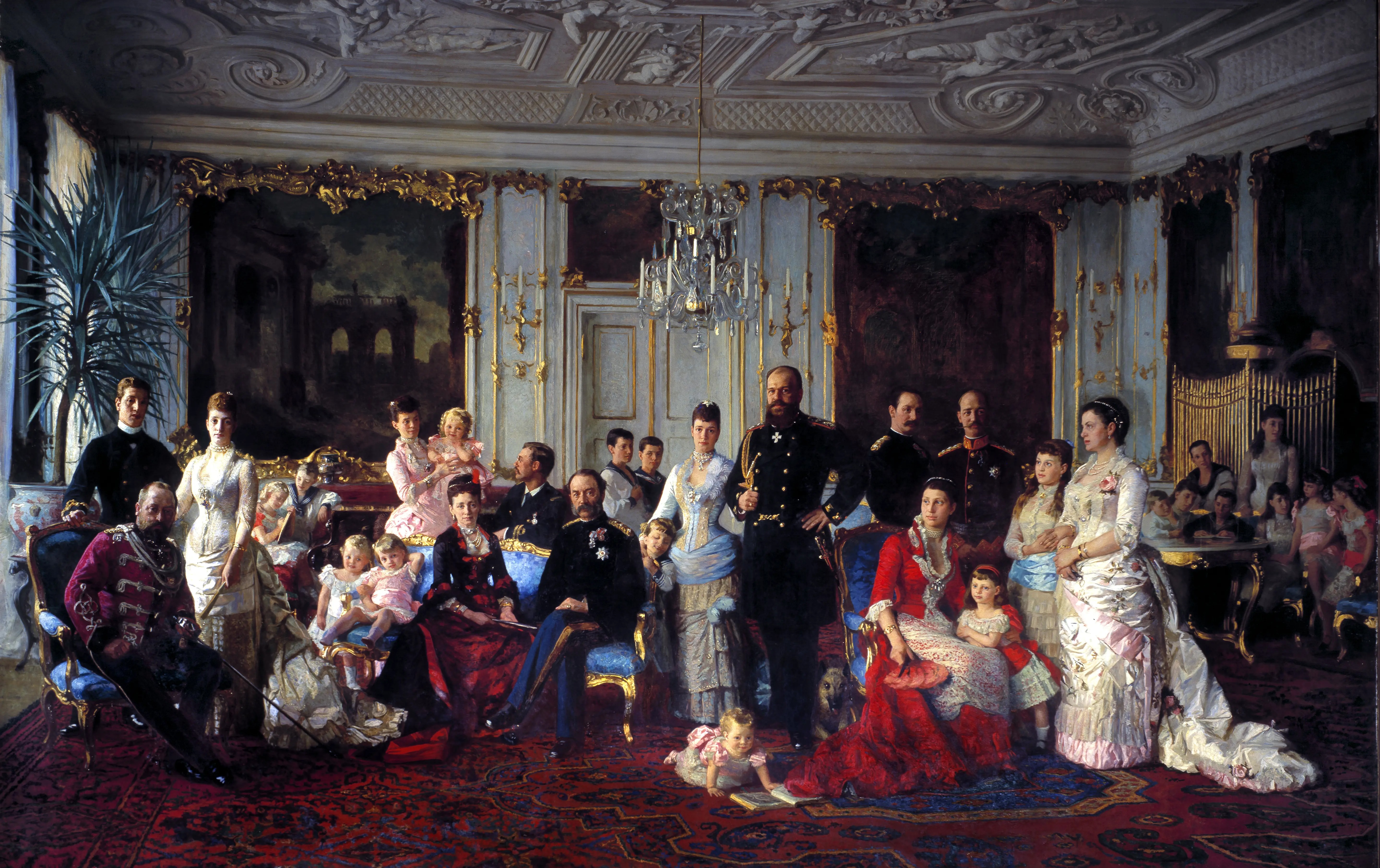
クリスチャン9世とその家族
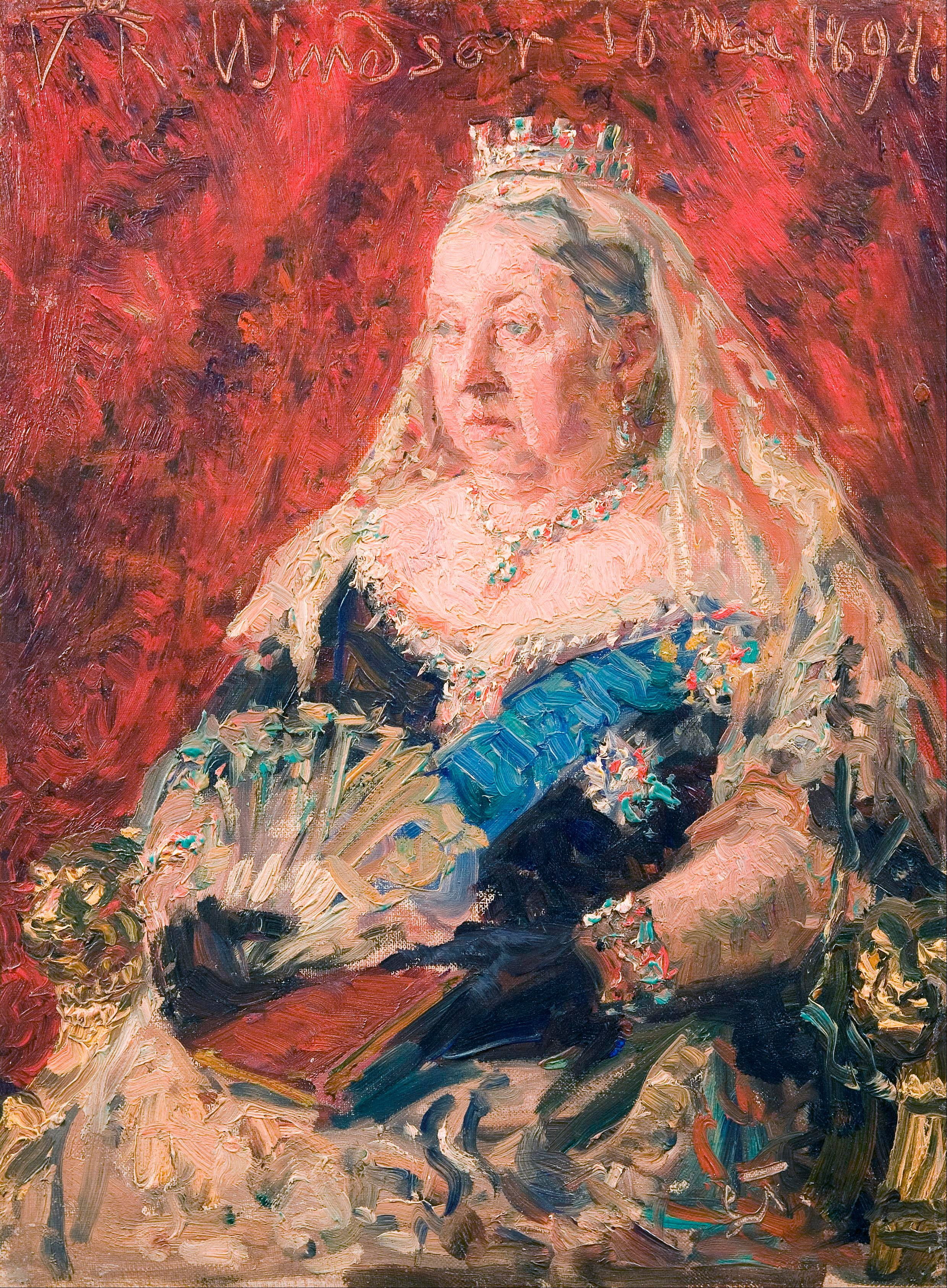
ヴィクトリア女王の肖像
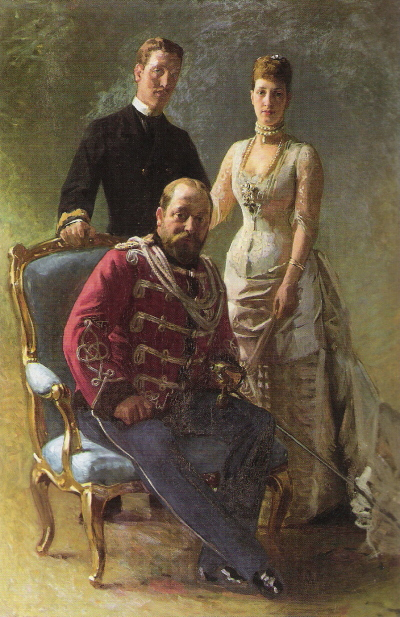
皇太子エドワードと家族

デンマークの最北端の漁業の町スケーエンには多くの北欧の芸術家が集まって活動していた。トゥクセンも1870年に初めてスケーエンを訪れた後、1901年になって住居を購入し夏用の別荘とし、その後そこで、家族や友人、風景や庭園を題材に多くの絵を描いた。ペーダー・セヴェリン・クロイヤーやミカエル・アンカーらと親しくし、スケーエン美術館の設立に重要な貢献をした。
1892年に、美術アカデミーの教授に任じられ、1889年、1890年のパリ万国博覧会の審査委員などの公職も務めた。

## トゥクセンのその他の作品

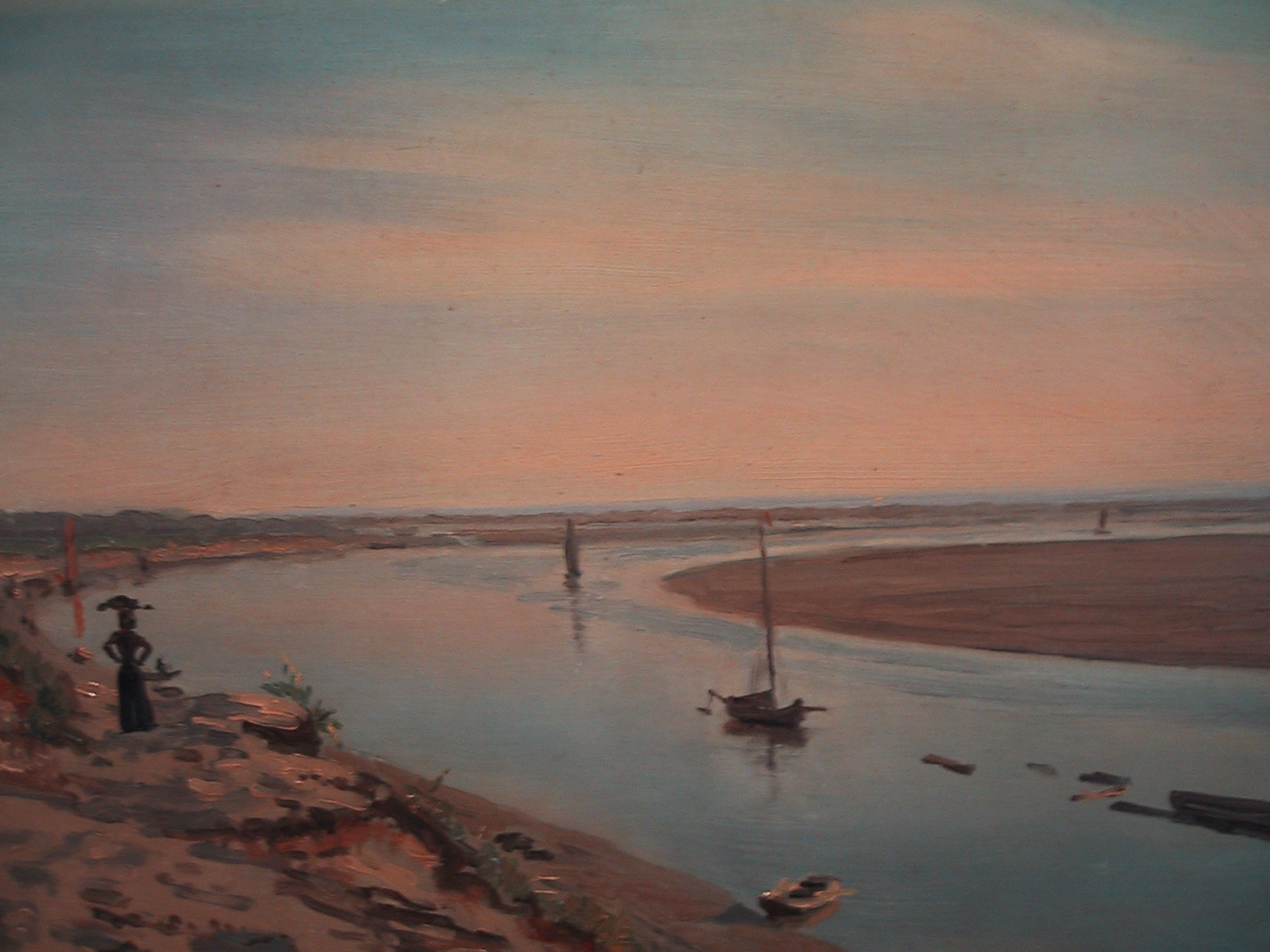
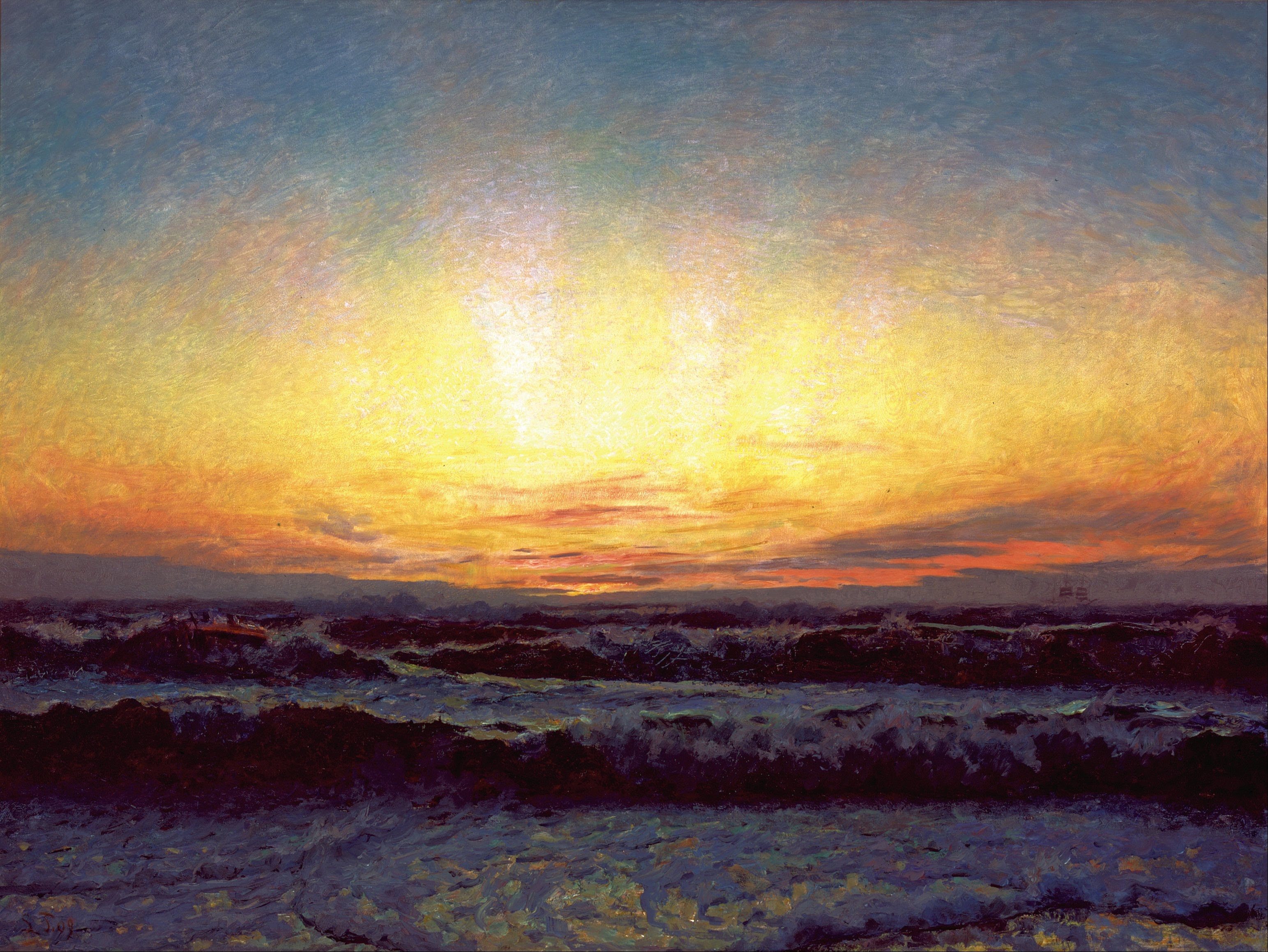

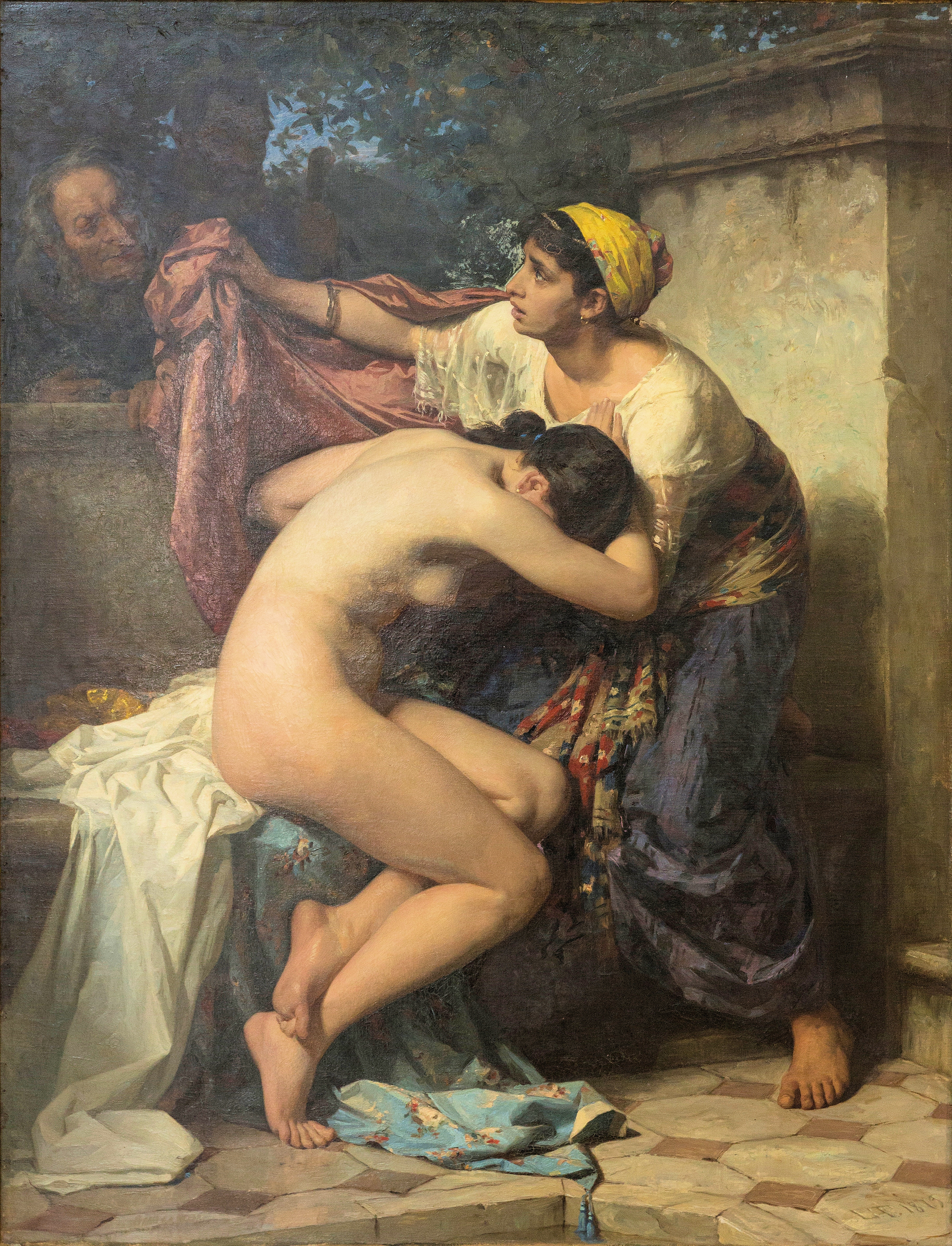
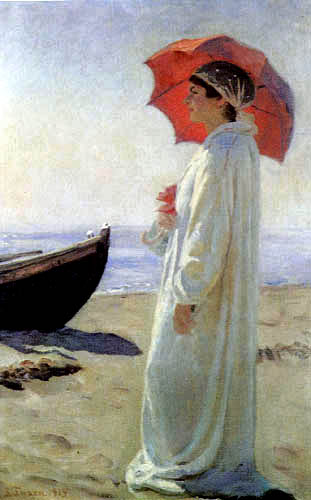
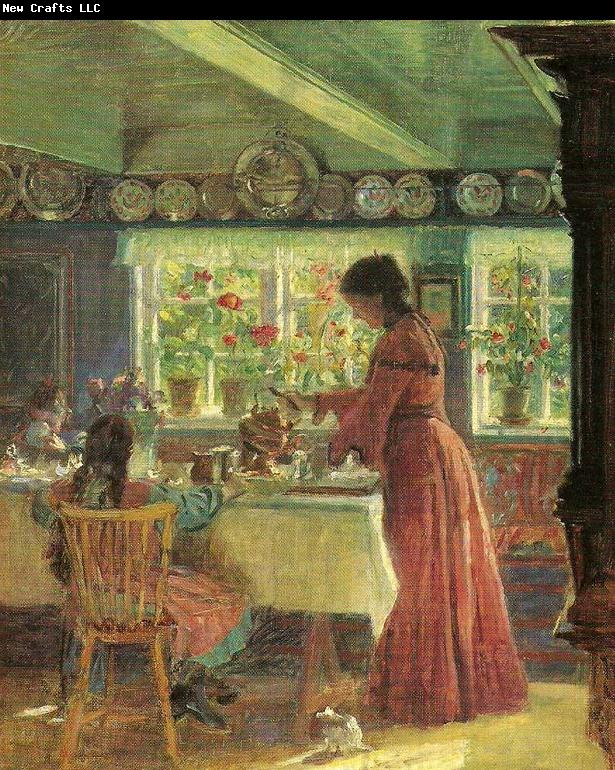
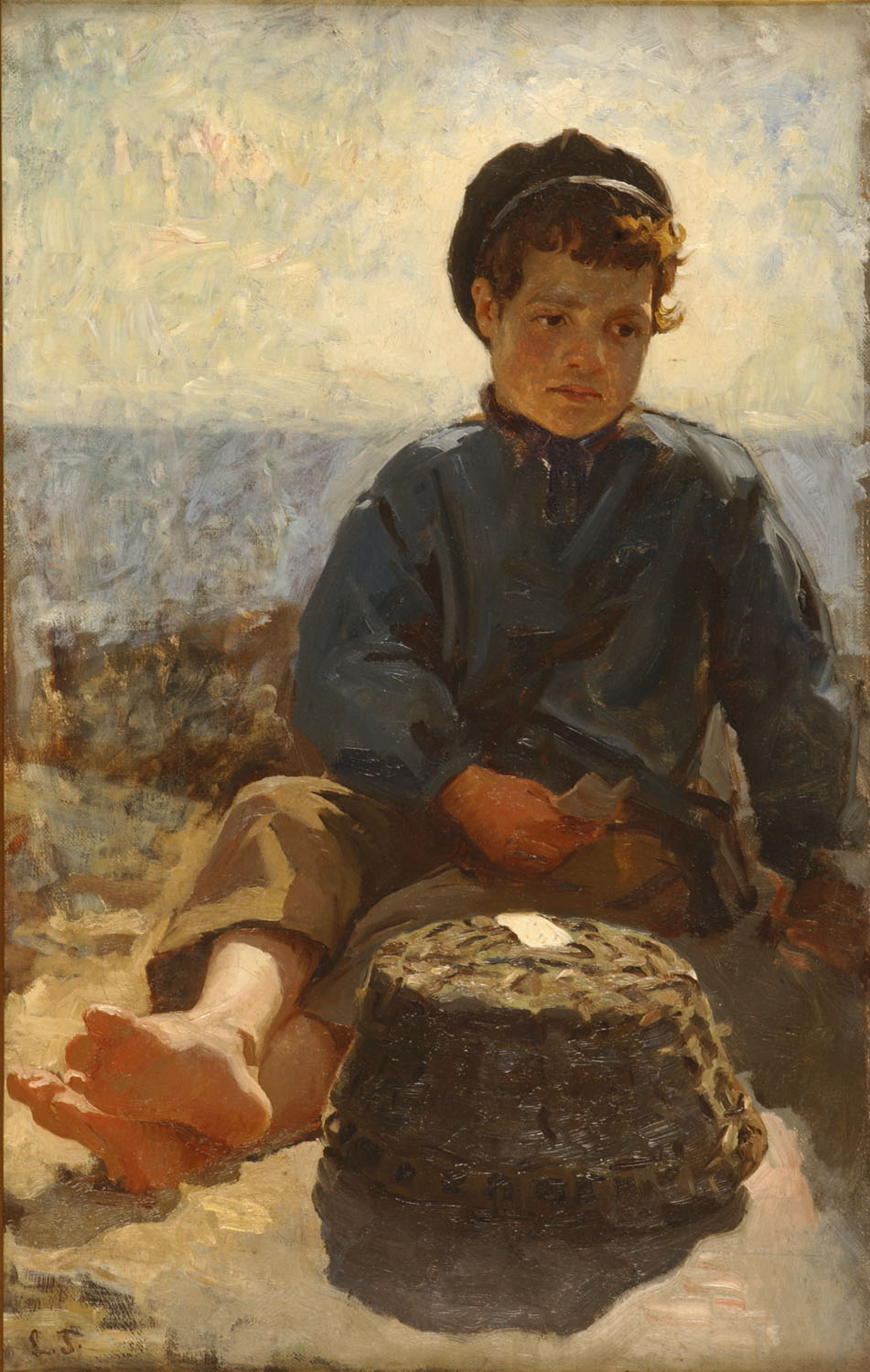